# Paris (Missouri)
Paris è un comune degli Stati Uniti d'America, situato nello Stato del Missouri, nella contea di Monroe, della quale è il capoluogo.